# أوقاف بغداد

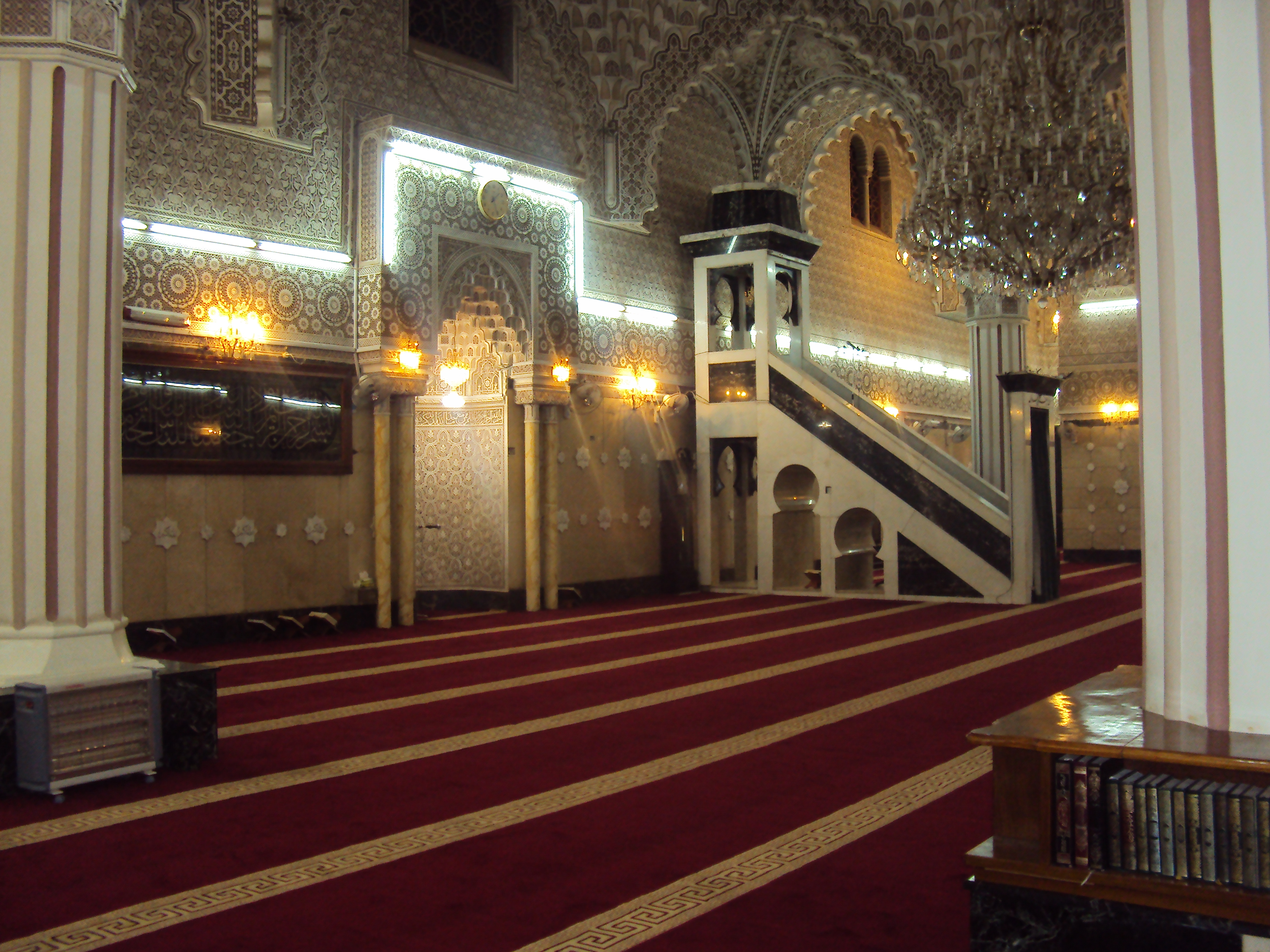
الحرم والمنبر في جامع الإمام الأعظم ببغداد عام 2012

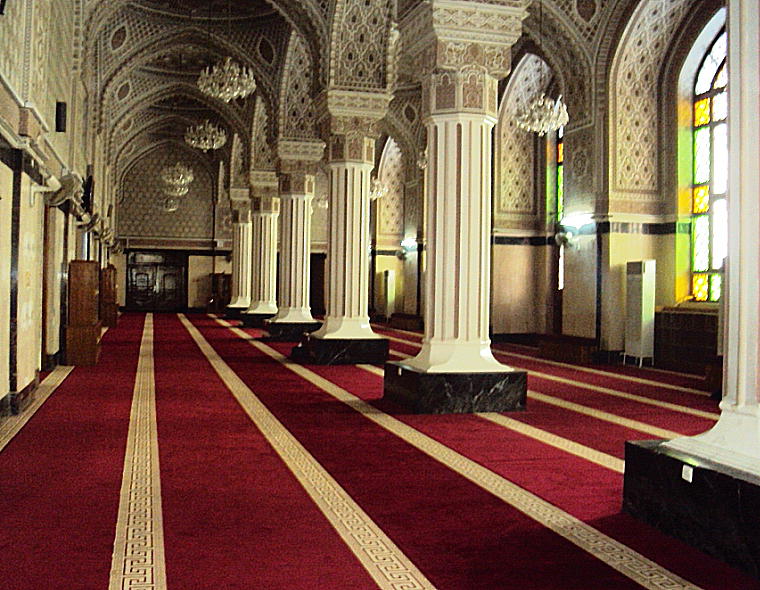
مصلى جامع الإمام الأعظم في بغداد عام 2014

وهي دائرة حكومية خدمية تابعة لديوان الوقف السني في العراق تهتم بشؤون مساجد بغداد والأوقاف التي حبست وارداتها لها، والمنتسبين إليها من علماء الدين والموظفين القائمين عليها، وتنظيم إدارتها ومن حيث التعيين والنقل لموظفيها ومراقبة عمل المنتسبين لها، وإدارة الشؤون الخدمية المرتبطة بها من حيث تأثيث المساجد وترميمها، وصرف الرواتب لمنتسبيها ومتابعة عمل الملاحظيات التابعة لها، والتي تلاحظ عمل الأوقاف الخاصة في مساجد بغداد الواقعة في محافظة بغداد، وغيرها من الخدمات المرتبطة بالمساجد.
وللدائرة قسمان داخل العاصمة بغداد (قسم الرصافة وقسم الكرخ)، ويقع مبنى دائرة أوقاف الرصافة في منطقة سبع أبكار في جانب الرصافة من بغداد بينما تقع دائرة أوقاف الكرخ في مبنى جامع أم الطبول في جانب الكرخ من بغداد.

## أهم النشاطات والخدمات
- فتح مراكز تحفيظ القرآن وتقديم الدعم اللازم بها.
- إعداد برامج تدريبية للمتميزين من علماء الدين من الأئمة والخطباء في الدول المجاورة لرفع المستوى العلمي والأداء الوظيفي.
- تعزيز التفوق العلمي لموظفيها لتوفير مستلزمات التأهيل الإداري الأمثل من خلال القبول في الدراسات العليا في الجامعات داخل العراق وخارجه.
- تسلم الجوامع والمساجد التي تبنى من قبل المتبرعين ويتم تأثيثها وأدارتها من قبل الدائرة.
- توزيع رواتب الموظفين من الكادر الديني والإداري، بواسطة نظام البطاقة الذكية.[1]